# Kuwaitische Botschaft in Berlin

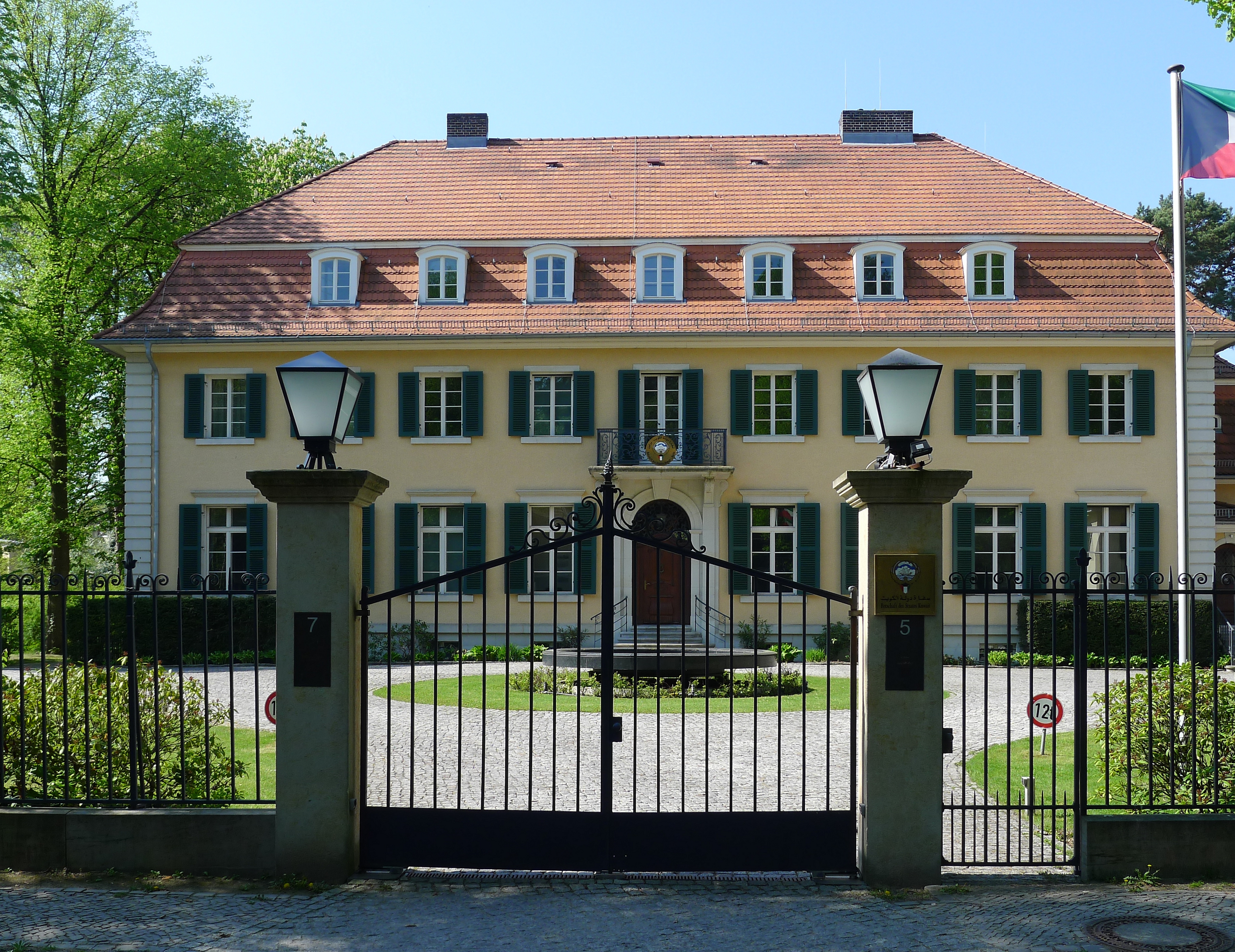
Botschaftsgebäude Griegstraße 5–7 in Berlin

Die kuwaitische Botschaft in Berlin ist die diplomatische Vertretung des Staates Kuwait in Deutschland. Sie hat ihren Sitz im Bezirk Charlottenburg-Wilmersdorf (Ortsteil Grunewald) in der Griegstraße 5–7.
Ein Generalkonsulat Kuweits befindet sich in Frankfurt am Main.

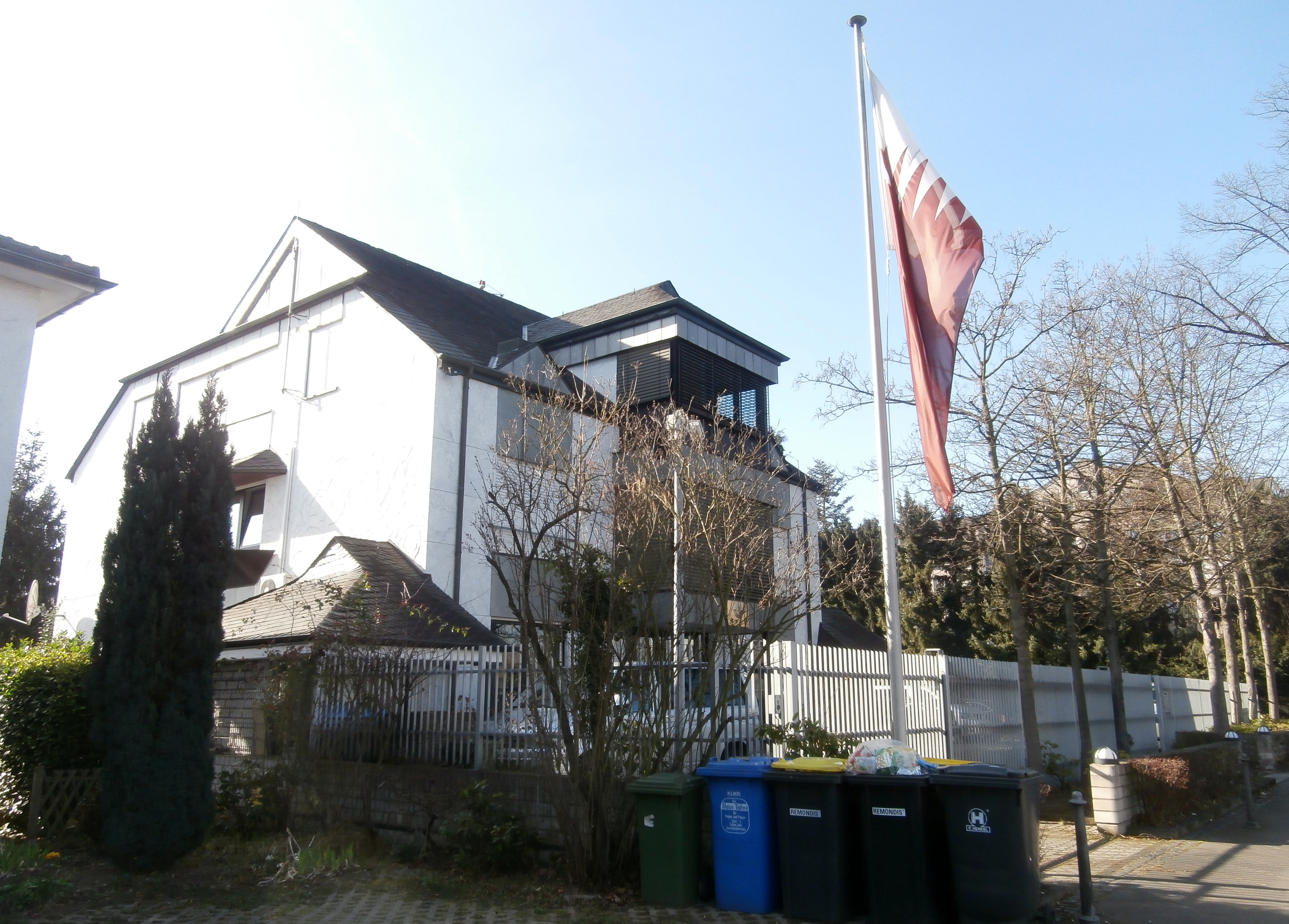
Botschaft Kuwaits in Bonn (1977–1999)

## Geschichte

### Bundesrepublik
Am 20. Mai 1964 trat die Vereinbarung zur Aufnahme gegenseitiger diplomatischer Beziehungen zwischen der Regierung der Bundesrepublik Deutschland und dem damaligen kuwaitischen Staatsoberhaupt Scheich Abdullah III. in Kraft. Kuwait richtete für seine Diplomaten in Bonn-Bad Godesberg, Rheinallee 6, die erste Vertretung  ein. Hier befand sich zuvor die Botschaft der Elfenbeinküste (Côte d’Ivoire) in Deutschland. Im Jahr 1976 erwarben die Scheichs im Ortsteil Friesdorf ein Baugrundstück in der Godesberger Allee 77–81 und ließen dort einen kompletten Neubau nach Plänen des Architekten Dirk Denninger errichten.

### DDR
Im Jahr 1970 hatte die DDR in Kuwait eine Handelsvertretung und ein Konsulat eröffnet. Im Zusammenhang mit der Konferenz für Sicherheit und Zusammenarbeit in Helsinki 1973 erkannten viele Staaten die DDR offiziell an, darunter auch das Emirat Kuwait. Die beiden Regierungen vereinbarten am 18. Dezember 1972 die Aufnahme diplomatischer Beziehungen. Der kuwaitische Botschafter in Belgrad war in der DDR zweitakkreditiert.

## Botschafter
Bundesrepublik
- 2013, 21. Oktober:Monther Bader Al-Eissa[5]
- 2018, 20. September: Najeeb Al-Bader[6]
- 2024, 18. Dezember: Reem Mohammed Khaled Al Khaled[7]

DDR
- 1978, 17. Februar: Abdel N. Jarrah[8]
- 1979, 14. Juni: Mohammad Abdulla Abass Abulhassan[9]
- 1984, 2. März: Talat Yaqub Al-Ghoussein[10]

## Gebäude
Nachdem die deutsche Regierung ihren Amtssitz entsprechend dem Bonn-Berlin-Gesetz nach Berlin verlagert hatte, suchte auch das Emirat Kuwait in Berlin einen neuen Sitz für seine Botschaft. Es konnte im Jahr 1995 eine Immobilie mit einer historischen Villa im Berliner Ortsteil Grunewald erwerben. Das Nachbargrundstück mit der Adresse Regerstraße kaufte der Staat ebenfalls. Nach dem Umbau entsprechend der neuen Nutzung zog die Botschaft im Jahr 2000 hier ein. Das Gebäude in Bonn ist jetzt Sitz des Gesundheitsattachés der Botschaft Katars in Deutschland (Stand:2020).
Das in Berlin genutzte Gebäude ist ein von den Architekten Breslauer & Salinger für den früheren deutschen Fabrikanten Heidemann 1927–29 errichtetes Landhaus, das, ebenso wie der umgebende großzügige Garten, unter Denkmalschutz steht. Es ist zweietagig und hat ein ausgebautes Dachgeschoss, das mit einem Walmdach abschließt. Über dem repräsentativen Rundbogen-Portal befindet sich ein Balkon mit Metallschmuckbalustrade.
Für den Umbau wurde ein eingeschränkter internationaler Architektenwettbewerb veranstaltet, den das Berliner Architekturbüro Kroos und Zittlau-Kroos gewann, auch die Entwürfe der BerlinProjektmanagement: Lincoln Grundstücks Consulting GmbH gingen in die Bauunterlagen ein. In Absprache mit dem Berliner Denkmalamt und dem Bauherrn wurden die Räumlichkeiten in vielen Teilen auf ihren ursprünglichen Charakter zurückgebaut. Die Baukosten betrugen rund 12 Millionen DM. Das freistehende frühere Chauffeurshaus wurde nach den Originalplänen wieder aufgebaut, in dem nun die Konsularabteilung sitzt. Unterhalb der freien Zufahrtsfläche zur Villa entstand eine Tiefgarage für Angestellte und Besucher. Auf der zugekauften Fläche wurden nach Plänen des Architekturbüros Dr. Richi und Partner zwei Wohngebäude als Unterkunft für die Diplomaten und ihre Familien errichtet. Als Residenz für den Botschafter entwarf die gleiche Firma in der Herthastraße ein Einfamilienhaus. Im August 2000 waren alle Arbeiten vollendet, und die Diplomaten konnten einziehen.

## Aufgaben
Neben den Standardaufgaben einer Botschaft wie Visaerteilung, Ausstellung von Pässen, Beurkundungen und Betreuung der in Deutschland lebenden kuwaitischen Staatsbürger gehört auch die Betreuung des Generalkonsulats in Frankfurt am Main (An der Welle 4) hinzu. Es ist für die Bundesländer Hessen, Baden-Württemberg, Bayern, Nordrhein-Westfalen, Rheinland-Pfalz und Saarland zuständig. Die Berliner Botschaft hat ebenfalls eine Konsularabteilung, zuständig für die übrigen Bundesländer. Der kuwaitische Militärattaché hat seinen Sitz in der Clayallee 29/Pücklerstraße 27 in Berlin-Dahlem.
Die Botschaft organisiert vor allem die breite Zusammenarbeit von kuwaitischen und deutschen Einrichtungen auf den Gebieten Politik, Handel und Wirtschaft, Wissenschaft und Technik, ihre Mitarbeiter nehmen an wichtigen Konferenzen teil.
Die kuwaitische Botschaft in Berlin nimmt zugleich die diplomatische Vertretung seiner Bürger für Estland, Lettland und Litauen wahr.